# ألكسندر فراي (عازف)
الكسندر فراي (بالإنجليزية: Alexander Frey) هو عازف هاربسكورد وعازف بيانو أمريكي، ولد في 5 أكتوبر 1961.

## وصلات خارجية
- الموقع الرسمي
- ألكسندر فراي على موقع ميوزك برينز (الإنجليزية)